# FTSE MIB
Il FTSE MIB (sigla di Financial Times Stock Exchange, Milano Indice di Borsa) è il più significativo indice azionario della Borsa Italiana.
È il paniere che racchiude di norma, tranne eccezioni, le azioni delle 40 società italiane, anche se hanno la sede legale all'estero, quotate sull'MTA o sul MIV con maggiore capitalizzazione, flottante e liquidità; queste aziende rappresentano oltre l’80% della capitalizzazione complessiva e quasi il 90% del controvalore degli scambi.
La revisione ordinaria dei componenti viene effettuata trimestralmente, il lunedì successivo al terzo venerdì di marzo, giugno, settembre e dicembre. Ci possono essere ribilanciamenti straordinari a seguito di operazioni sul capitale (incremento del numero di azioni superiore al 5%), a variazioni rilevanti del flottante (superiore al 5%) e a seguito di spin off (cioè scorpori di rami d'azienda), fusioni, delisting (cioè cancellazione dalle contrattazioni), o nuove quotazioni, se la capitalizzazione del nuovo titolo è uguale o superiore al 3% di quella corrente dell'intero mercato.
Dal 1º giugno 2009 FTSE Russell ha iniziato a gestire gli indici italiani lanciando la FTSE Italia Index Series che oltre al FTSE MIB comprende anche FTSE Italia Mid Cap e FTSE Italia Small Cap, che tutti insieme compongono il paniere aggregato del FTSE Italia All-Share. La FTSE Italia Index Series è stata successivamente arricchita di nuovi indici: il FTSE AIM Italia, il FTSE Italia Brands e la famiglia degli indici PIR.

## Storia dell'indice

FTSE MIB dal 02/01/1998 al 17/05/2024

L'indice di riferimento italiano è iniziato il 31 dicembre 1992 con il nome COMIT 30 con un valore base di 100 punti. Il 17 ottobre 1994 la Borsa Italiana ha rilevato i diritti su COMIT 30 della Banca Commerciale Italiana rinominandolo Mib30. Il valore base per l'anno 1992 è stato fissato a 10.000 punti. Nell'indice, fino al 1º giugno 2003, sono stati inclusi i 30 titoli a maggior capitalizzazione di Piazza Affari.
Lo S&P Mib è subentrato al Mib30, ed è nato in seguito ad una collaborazione tra Borsa Italiana e la società di rating Standard & Poor's. È stato quotato dal 2 giugno 2003 al 29 maggio 2009.
Il 1º giugno 2009 lo S&P Mib è stato sostituito dall'indice FTSE MIB in seguito alla fusione di Borsa Italiana con la Borsa di Londra (London Stock Exchange) che ha creato il London Stock Exchange Group.
Generali e Mediobanca sono le due uniche società presenti ininterrottamente nel listino principale di Piazza Affari, dal 1992 quando nacque il COMIT 30 ad oggi con il FTSE MIB.

### L'andamento dell'indice
Il record storico dell'indice fu raggiunto durante la seduta del 7 marzo 2000 quando raggiunse i 51 273 punti, mentre quello sul prezzo di chiusura avvenne il giorno prima a 51 093 punti.
La migliore seduta di Borsa avvenne il 13 ottobre 2008 quando l'indice salì dell'11,49%, la peggiore fu invece quella del 12 marzo 2020 (nel mezzo delle preoccupazioni legate al diffondersi del COVID-19) quando crollò del 16,92%.

#### Le pietre miliari
La tabella mostra le pietre miliari dal 1992.
| Punti prima della chiusura | Punti dopo la chiusura | Data             |
| -------------------------- | ---------------------- | ---------------- |
| 10 000                     | 10 000                 | 31 dicembre 1992 |
| 15 000                     | 15 046                 | 21 novembre 1994 |
| 20 000                     | 20 040                 | 20 giugno 1997   |
| 25 000                     | 25 484                 | 2 gennaio 1998   |
| 30 000                     | 30 330                 | 6 marzo 1998     |
| 35 000                     | 35 883                 | 1º aprile 1998   |
| 40 000                     | 40 056                 | 17 dicembre 1999 |
| 45 000                     | 45 047                 | 4 febbraio 2000  |
| 50 000                     | 50 664                 | 2 marzo 2000     |

#### Le migliori sedute
La tabella delle migliori sedute dal 1992.
| Posizione | Giorno            | Punti     | Variazione in punti | Variazione % |
| --------- | ----------------- | --------- | ------------------- | ------------ |
| 1         | 13 ottobre 2008   | 22 642,00 | +2 333,00           | +11,49       |
| 2         | 10 maggio 2010    | 20 971,21 | +2 125,03           | +11,28       |
| 3         | 29 ottobre 2008   | 20 466,00 | +1 838,00           | +9,87        |
| 4         | 24 marzo 2020     | 16 948,60 | +1 388,80           | +8,93        |
| 5         | 19 settembre 2008 | 27 877,00 | +2 213,00           | +8,62        |
| 6         | 24 settembre 2001 | 26 193,00 | +1 959,00           | +8,08        |
| 7         | 8 dicembre 2008   | 19 314,00 | +1 346,00           | +7,49        |
| 8         | 24 novembre 2008  | 19 899,00 | +1 366,00           | +7,37        |
| 9         | 12 ottobre 1998   | 26 645,00 | +1 794,00           | +7,22        |
| 10        | 13 marzo 2020     | 15 954,29 | +1 059,85           | +7,12        |
| 11        | 10 marzo 2009     | 13 503,00 | +882,00             | +6,99        |
| 12        | 9 marzo 2022      | 23 889,00 | +1 657,90           | +6,94        |
| 13        | 4 novembre 2008   | 23 090,00 | +1 466,00           | +6,78        |
| 14        | 29 giugno 2012    | 14 274,37 | +883,07             | +6,59        |
| 15        | 4 gennaio 1999    | 37 417,00 | +2 265,00           | +6,44        |
| 16        | 3 agosto 2012     | 14 124,89 | +842,34             | +6,34        |
| 17        | 15 ottobre 2002   | 23 342,00 | +1 389,00           | +6,33        |
| 18        | 25 agosto 2015    | 21 649,69 | +1 199,26           | +5,86        |
| 19        | 23 marzo 2009     | 15 811,00 | +863,00             | +5,77        |
| 20        | 26 luglio 2012    | 13 210,04 | +703,30             | +5,62        |

#### Le peggiori sedute
La tabella delle peggiori sedute dal 1992.
| Posizione | Giorno            | Punti     | Variazione in punti | Variazione % |
| --------- | ----------------- | --------- | ------------------- | ------------ |
| 1         | 12 marzo 2020     | 15 257,91 | −3 034,20           | −16,92       |
| 2         | 24 giugno 2016    | 15 723,81 | −2 242,36           | −12,48       |
| 3         | 9 marzo 2020      | 18 475,91 | −2 323,98           | −11,17       |
| 4         | 6 ottobre 2008    | 23 776,00 | −2 135,00           | −8,24        |
| 5         | 11 settembre 2001 | 29 106,00 | −2 458,00           | −7,79        |
| 6         | 10 ottobre 2008   | 20 309,00 | −1 562,00           | −7,14        |
| 7         | 1º novembre 2011  | 14 928,24 | −1 089,49           | −6,80        |
| 8         | 16 ottobre 2008   | 20 714,00 | −1 507,00           | −6,78        |
| 9         | 14 settembre 2001 | 27 757,00 | −1 986,00           | −6,68        |
| 10        | 10 agosto 2011    | 14 676,04 | −1 045,41           | −6,65        |
| 11        | 30 marzo 2009     | 15 269,00 | −1 074,00           | −6,57        |
| 12        | 4 aprile 2025     | 34 650,00 | −2 420,83           | −6,53        |
| 13        | 1º dicembre 2008  | 18 736,00 | −1 251,00           | −6,26        |
| 14        | 4 marzo 2022      | 22 464,86 | −1 493,97           | -6,24        |
| 15        | 11 novembre 2008  | 20 709,00 | −1 368,00           | −6,20        |
| 16        | 18 agosto 2011    | 14 970,42 | −980,33             | −6,15        |
| 17        | 16 marzo 2020     | 14 980,34 | −973,95             | −6,10        |
| 18        | 2 marzo 2009      | 14 362,00 | −920,00             | −6,02        |
| 19        | 27 aprile 1998    | 31 669,00 | −2 013,00           | −5,98        |
| 20        | 17 settembre 1998 | 28 550,00 | −1 810,00           | −5,96        |

### Cronistoria

#### Sviluppo annuale
La tabella mostra lo sviluppo del COMIT 30 (1992-1993), del Mib30 (1994-2002), dello S&P Mib (2003-2008) e dal 2009 del FTSE MIB.
| Anno | Punti al 31/12 | Variazione in punti | Variazione % |
| ---- | -------------- | ------------------- | ------------ |
| 1993 | 14 560,00      | +4 560,00           | +45,60       |
| 1994 | 14 748,00      | +188,00             | +1,29        |
| 1995 | 14 132,00      | −616,00             | −4,18        |
| 1996 | 15 697,00      | +1 565,00           | +11,07       |
| 1997 | 24 942,00      | +9 245,00           | +58,90       |
| 1998 | 35 152,00      | +10 210,00          | +40,93       |
| 1999 | 42 991,00      | +7 839,00           | +22,30       |
| 2000 | 43 719,00      | +728,00             | +1,69        |
| 2001 | 32 263,00      | −11 456,00          | −26,20       |
| 2002 | 23 886,00      | −8 377,00           | −25,96       |
| 2003 | 26 887,00      | +3 379,00           | +12,56       |
| 2004 | 30 903,00      | +4 016,00           | +14,94       |
| 2005 | 35 704,00      | +4 801,00           | +15,54       |
| 2006 | 41 434,20      | +5 730,20           | +16,05       |
| 2007 | 38 553,67      | −2 880,53           | −6,95        |
| 2008 | 19 459,53      | −19 094,14          | −49,53       |
| 2009 | 23 248,39      | +3 788,86           | +19,47       |
| 2010 | 20 173,29      | −3 075,10           | −13,23       |
| 2011 | 15 089,74      | −5 083,55           | −25,20       |
| 2012 | 16 273,38      | +1 183,64           | +7,84        |
| 2013 | 18 967,71      | +2 694,33           | +16,56       |
| 2014 | 19 011,96      | +44,25              | +0,23        |
| 2015 | 21 418,37      | +2 406,41           | +12,66       |
| 2016 | 19 234,58      | −2 183,79           | −10,20       |
| 2017 | 21 853,34      | +2 618,76           | +13,59       |
| 2018 | 18 324,03      | −3 529,31           | −16,15       |
| 2019 | 23 506,37      | +5 182,34           | +28,28       |
| 2020 | 22 232,90      | -1 603,36           | −6,72        |
| 2021 | 27 346,83      | +5 113,93           | +23,00       |

#### L'evoluzione del Ftse Mib dal 2009 al 2019
L'evoluzione del Ftse Mib dopo 10 anni dalla sua nascita, avvenuta il 1º giugno 2009, è uno specchio di come si sia evoluta l’economia italiana.
A livello settoriale è evidente il ridimensionamento del peso della componente bancaria. Gli istituti di credito sono storicamente la componente più rappresentata nel listino, ma la crisi che ha attraversato il settore ha comportato un drastico calo del valore di mercato: nel 2009 i principali istituti quotati messi insieme capitalizzavano oltre 93 miliardi di euro, al 2019 appena 65. Anche il loro peso percentuale all’interno del paniere, che nel 2009 era pari al 26,4% della capitalizzazione (ma è arrivato a valere oltre il 30% prima del crack Lehman) si è ridotto ad appena il 16,6% scalzato dalle utilities (Enel in testa) che nel 2019 valevano il 18,2% della capitalizzazione dell’indice.
Il vuoto lasciato dalle banche ma anche dalle telecomunicazioni (che agli inizi degli anni 2000 valevano quasi il 30% del listino e nel 2019 pesavano per appena l’1,5%) è stato colmato soprattutto dall’industria (era al 5,2% e oggi vale l’8,6%) e dall’auto (passata dal 3,8 al 10,9% del Ftse Mib) grazie soprattutto alla crescita del gruppo FCA e alla scelta premiante di scorporare Cnh Industrial e Ferrari.
In 10 anni la composizione del listino è cambiata e ci sono 19 titoli che non fanno più parte del listino tra cui Banca MPS (che 10 anni fa valeva oltre 8 miliardi di euro e nel 2019, nonostante i vari aumenti di capitale, poco più di uno) e l’intero comparto media (allora rappresentato da Mediaset e Mondadori) che nel 2019 non è più rappresentato nel listino.

#### 2012-2014
Il 24 luglio 2012 è stato segnato un minimo di lungo periodo dell'indice (12.295,80 punti), spinto al ribasso dalla forte speculazione che ha colpito i titoli di stato e, di conseguenza, l'intero settore bancario.
Il FTSE MIB ha poi iniziato un lento recupero, toccando un nuovo massimo a 22.502,97 il 10 giugno 2014, grazie alle politiche monetarie accomodanti da parte della BCE. Tuttavia l'indice non è riuscito a tenere in area 22.000, spinto al ribasso dalla mancanza di crescita nell'Eurozona e in Italia e dalla paura di un contagio della nuova crisi del debito alla periferia dell'Eurozona, archiviando il 2014 con un modesto rialzo annuale dello 0,23%.

#### 2015
Nel 2015, invece, si è registrato un forte rialzo, dovuto alle mosse espansive da parte della BCE - con il lancio del Quantitative Easing, ossia il massiccio acquisto di titoli di stato sovrani in asta - alla temporanea risoluzione della crisi greca, con un nuovo piano di aiuti di durata pari a 4 mesi, e ai primi segnali di ripresa economica nell'Eurozona, come il rialzo dell'Indice Pmi. Si arriva a toccare un nuovo record il 15 aprile 2015, a quota 24.031. A causa delle tensioni europee sul caso Grecia l'indice subisce dei contraccolpi, arrivando comunque a sfondare per 3 chiusure consecutive il muro del 2% di rialzo nei giorni dell'accordo che scongiura l'uscita della Grecia dalla zona euro. Al 2 novembre 2015 l'indice è a 22.482,39 punti. Al 10 dicembre 2015 l'indice ha perso quasi 1.000 punti scendendo a 21.500.

#### 2016
Il primo semestre del 2016 ha segnato un percorso negativo per l’indice, che ha perso complessivamente il 24,37%. Le cause del trend devono essere ricercate nel rallentamento della crescita cinese e dell'economia globale, nel nuovo crollo dei prezzi del greggio, nelle tensioni che hanno colpito alcune banche italiane, tra cui MPS, e nell’immediato post-Brexit. 
L'anno si chiude in parziale recupero con l'indice a 19.234 punti con una perdita del 10,2% dovuta al disastroso inizio d'anno.

#### 2017
Il 2 gennaio, in seguito alla fusione tra Banca Popolare di Milano e Banco Popolare, debutta in Borsa e nell'indice FTSE MIB il Banco BPM. Entra nell'indice principale per riportarlo a 40 società, anche Brembo che vi ritorna dopo esserne uscito soli 14 giorni prima.
Il 20 marzo 2017 Banca MPS è uscita dall'indice FTSE MIB visto il protrarsi della sospensione stabilita dalla CONSOB il 22 dicembre 2016, quando la capitalizzazione scese a soli 442 milioni di euro, in seguito alla richiesta dell'intervento dello Stato nel capitale sociale, dopo il fallito aumento di capitale da 5 miliardi di euro. Viene sostituita da Banca Generali.
Il 18 dicembre Pirelli & C. ritornata in Borsa il 4 ottobre, sostituisce nell'indice Banca Mediolanum.
Il 2017 si chiude con l'indice, al 29 dicembre, a 21.853 punti con un guadagno annuo del 13,59%, superato tra le principali Borse europee, solo dal +14,1% di Zurigo. Terza Francoforte con un +12,5%, a cui seguono Parigi (+9,3%) e Londra (+7,6%). In assoluto il miglior indice delle ģrandi società è stato l'ATX FIVE della Borsa di Vienna che è salito del 32,08%, ma è un listino dalla scarsa capitalizzazione dove sono presenti solo 5 titoli.
Il miglior titolo del FTSE MIB è stato Fiat Chrysler Automobiles (FCA), seguita da Stmicroelectronics (+70,1% dopo il +71% del 2016), FinecoBank, (+60,1%), Ferrari (+59%) e Moncler (+58,8%). 
La performance peggiore del 2017 è quella di Saipem (-28,5%), seguita da Leonardo (-25,1%), Tenaris (-22,4%), Mediaset (-21,3%) e BPER Banca (-16,76%).
Enel con oltre 52 miliardi di euro è la prima società italiana per valore di Borsa, dal giugno 2017, quando ha superato Eni, staccata di 2 miliardi di euro, che da anni deteneva il primato. Seguono Intesa Sanpaolo, UniCredit e Luxottica.
Invece la società più piccola, tra le big, è con una capitalizzazione di 2 miliardi di euro BPER Banca, preceduta da Azimut Holding, Yoox NAP, Unipol e Banca Generali.

##### 2018
Il nuovo anno incomincia con il record di 9 sedute consecutive positive, dal 3 al 15 gennaio, quando l’indice raggiunge i 23.544 punti.
Dal 12 al 15 gennaio Eni è ritornata la società più capitalizzata della Borsa Italiana con 53,495 miliardi di euro riuscendo, grazie all'aumento del petrolio d'inizio anno, a superare Enel di un'incollatura, che è arrivata ad un valore di 53,324 miliardi di euro.
Dal 16 al 19 gennaio Enel è ritornata in testa con una capitalizzazione di 54,595 miliardi di euro riuscendo a superare di un soffio Eni valorizzata 54,186 miliardi di euro.
Dal 22 gennaio, dopo lo stacco dell'acconto del dividendo di Enel per un importo complessivo di oltre un miliardo di euro che riduce la capitalizzazione a 53,528 miliardi di euro, Eni con 54,295 miliardi di euro è ritornata la società più capitalizzata.
Il 22 gennaio Compagnie financière Richemont, colosso svizzero del lusso con sede a Ginevra e quotato a Zurigo (controlla marchi quali Cartier e Montblanc), ha lanciato un’OPA sul 100% delle azioni ordinarie Yoox Net-A-Porter Group non ancora in suo possesso, quindi il 75,03%, attraverso il veicolo Rlg Italia Holding. Il prezzo offerto è stato pari a 38 euro per azione in contanti e ha riguardato 68.463.120 azioni (pari al 75,03%) più altre 2.328.454 azioni essere emesse come stock option per i manager. Si arriva così a 70.791.574 milioni di azioni, che sono state pagate dal colosso svizzero del lusso 2,69 miliardi di euro per una valorizzazione della società quotata a Piazza Affari di 5,3 miliardi di euro. Avendo Richemont al termine dell'OPA il 94,999% del capitale sociale, è obbligata ad acquistare le residue azioni per arrivare al 20 giugno al delisting del titolo Yoox.
Il 15 maggio, avendo il titolo un flottante inferiore al 10%, Yoox era già uscito dal paniere venendo sostituito da Banca Mediolanum.
Nel primo trimestre, Piazza Affari con un rialzo del 3,2% è stata una delle migliori borse del mondo. Solo l'indice Bovespa di San Paolo del Brasile batte l'indice italiano, con un boom dell'8%. Nel trimestre, il Cac40 di Parigi segna un calo del 2,2%, il Dax di Francoforte il 6%, il Ftse 100 di Londra il 6,2%.
A causa del rialzo del prezzo del petrolio, Eni al 18 maggio raggiunge una capitalizzazione di 60,260 miliardi di euro, scesa nella seduta successiva a 58,234 miliardi di euro per lo stacco del dividendo, salendo dal mese di marzo del 13%.
Il 4 dicembre Luxottica, il cui flottante è sceso sotto il 10% in seguito al successo dell'OPS di EssilorLuxottica, viene sostituita da DiaSorin.
Con la revisione trimestrale del 27 dicembre Amplifon e Juventus Football Club sostituiscono Banca Mediolanum e Mediaset.
L'anno 2018 si chiude con l'indice FTSE MIB, al 28 dicembre, a quota 18.324,03 con una perdita annua del 16,15%.

##### 2019
Con la revisione trimestrale del 18 marzo Hera sostituisce Brembo.
Da fine marzo Enel supera Eni, che risente del forte calo del prezzo del petrolio, e diventa la società più capitalizzata della Borsa Italiana.
L'8 maggio UniCredit ha ceduto sul mercato il 17% delle azioni di FinecoBank rimanendo con solo il 18% senza più essere l'azionista di controllo. L'8 luglio UniCredit ha ceduto anche la quota residua, di conseguenza FinecoBank non è più una società del Gruppo UniCredit, diventando così indipendente.
Con la revisione trimestrale del 24 giugno Nexi, che ha debuttato in Borsa il 16 aprile, sostituisce Banca Generali.
Il 23 settembre Enel entra nell'indice STOXX Europe 50.
Con la revisione trimestrale del 23 dicembre ritorna dopo 6 mesi Banca Generali che sostituisce UnipolSai.
L'anno 2019 si chiude con l'indice FTSE MIB, al 30 dicembre, a quota 23.506,37 con un guadagno annuo del 28,28%.

#### L'evoluzione del Ftse Mib dal 2020 ad oggi

##### 2020
Il 9 e 12 marzo per le forti preoccupazioni legate al diffondersi del COVID-19, l'indice crollò rispettivamente dell'11,17% e del 16,92%; mentre il 24 marzo per il successo delle misure di contenimento ci fu un forte rimbalzo dell'8,93%.
Con la revisione trimestrale del 23 marzo dopo 15 mesi ritorna Banca Mediolanum che sostituisce Juventus FC.
Con la revisione trimestrale del 22 giugno Interpump e Inwit sostituiscono BPER Banca e Salvatore Ferragamo.
Il 5 agosto, in seguito al successo dell'OPAS di Intesa Sanpaolo con cui è arrivata a detenere oltre il 90% del capitale sociale di UBI Banca, quest'ultima, avendo un flottante inferiore al 10%, viene sostituita da BPER Banca che ritorna così dopo soli 44 giorni nell'indice principale.
Con le revisioni trimestrali del 21 settembre e 21 dicembre non c'è stata nessuna modifica al paniere che è rimasto quindi uguale.
L'anno si chiude con una perdita dell'indice del 6,72%.

###### Il successo dell'OPAS di Intesa Sanpaolo su UBI Banca
Il 17 febbraio 2020 il CEO di Intesa Sanpaolo Carlo Messina annuncia a sorpresa il lancio di un'OPS (Offerta pubblica di scambio) volontaria per 4,9 miliardi di euro nei confronti di UBI Banca: per ogni 10 azioni della quarta banca italiana vengono corrisposte 17 azioni di Intesa Sanpaolo di nuova emissione con un premio del 27,6% rispetto alla quotazione in Borsa di venerdì 14 febbraio. Intesa, che accede a tre milioni di clienti di UBI, ha ottenuto dall'assemblea straordinaria la proposta di un aumento di capitale in sostegno dell'OPS.
Per prevenire possibili problemi con l'Antitrust, l'operazione coinvolge anche UnipolSai che ha già raggiunto un accordo per rilevare i rami d'azienda delle compagnie assicurative Banca Assurance Popolari, Lombardia Vita e Aviva Italia, partecipate da UBI, e BPER Banca che ha già sottoscritto con Intesa un contratto che prevede l'acquisto di 532 filiali UBI con circa 1,2 milioni di clienti, di cui circa la metà in Lombardia. L'operazione, che ha ottenuto l'approvazione da parte delle varie autorità italiane e europee, ha portato al delisting di UBI e prevede alla fine la fusione tra le due banche.
All'offerta viene aggiunto successivamente anche un conguaglio in denaro di 0,57 euro per ogni azione UBI consegnata, diventando così un'OPAS (offerta pubblica di acquisto e scambio).
L'offerta si conclude il 30 luglio 2020 col raggiungimento del 91,0149% del capitale di UBI. Pertanto avendo superato il 90% del capitale sociale, sono partite le procedure di delisting che il 5 ottobre hanno portato Intesa Sanpaolo a diventare l'unico azionista di UBI banca.

##### 2021
Il 18 gennaio debutta in Borsa Italiana, e nel FTSE MIB, Stellantis N.V., la società nata dalla fusione tra Fiat Chrysler Automobiles e Gruppo PSA (Peugeot).
Non ci sono altre variazioni dell'indice nel corso dell'anno.
L'indice sale nell'anno del 23%.

##### 2022
Il 3 gennaio debutta in Borsa, e al FTSE MIB, Iveco Group, dopo la scissione parziale da CNH Industrial delle attività relative ai veicoli industriali ed autobus, con una nuova azione Iveco ogni 5 CNH. L'indice comprende dunque 41 società fino al 21 marzo, quando con la revisione trimestrale esce Buzzi Unicem che era presente ininterrottamente sin dalla sua nascita, avvenuta il 1º giugno 2009.
In seguito alla guerra in Ucraina, l'indice è molto volatile con grandi sbalzi, come quelli del 4 marzo quando perde il 6,24% e del 9 marzo quando risale del 6,94%.
Il 29 luglio 2022 Exor N.V. esce dal FTSE MIB per quotarsi esclusivamente al Euronext N.V. ad Amsterdam.

##### 2023
Secondo Morningstar, il numero di società quotate alla borsa di Milano è sceso costantemente negli ultimi anni, riducendo la capitalizzazione del mercato. Al 2023,3/4 della capitalizzazione dipende da 5 titoli: Unicredit, Intesa Sanpaolo, Stellantis, Ferrari e Enel.

##### 2024
Vede una forte riduzione del peso di Stellantis N.V. nel valore dell'indice. Dal valore massimo di 27,1550 del 25 Marzo 2024 ritorna su valori appena superiori al prezzo di collocazione dell'IPO del 18 Gennaio 2021.

## Il paniere al 31 maggio 2022

### Glihighlander
Diciassette highlander del paniere principale hanno fatto ininterrottamente parte dell’élite di Piazza Affari dal 2009 ad oggi. Ne fanno parte:
- A2A
- Atlantia
- Campari-Milano
- ENEL
- ENI
- Generali
- Intesa Sanpaolo
- Leonardo (ex Finmeccanica)
- Mediobanca
- Prysmian
- Saipem
- Snam (ex Snam Rete Gas)
- STMicroelectronics
- Telecom Italia
- Tenaris
- Terna - Rete Elettrica Nazionale
- UniCredit

### Composizione
Ecco le 40 aziende che compongono il FTSE MIB con le persone chiave, il settore, la data di debutto, la loro capitalizzazione in euro al 30 dicembre 2019 e la variazione annua del 2019:
| Società                                 | Codice alfanumerico | Sede legale                       | Persone chiave                                                    | Super sector (secondo la classificazione di Borsa Italiana) | Presente nel FTSE MIB dal | Capitalizzazione in milioni di € sui prezzi di riferimento del 30-12-2019 | Variazione % annua del 2019 |
| --------------------------------------- | ------------------- | --------------------------------- | ----------------------------------------------------------------- | ----------------------------------------------------------- | ------------------------- | ------------------------------------------------------------------------- | --------------------------- |
| A2A S.p.A.                              | A2A.MI              | Brescia                           | Marco Patuano (P) Renato Mazzoncini (AD)                          | Servizi pubblici                                            | 1º giugno 2009            | 5.312                                                                     | -4,10%                      |
| Amplifon S.p.A.                         | AMP.MI              | Milano                            | Enrico Vita (AD)                                                  | Salute                                                      | 27 dicembre 2018          | 5.850                                                                     | 84,33%                      |
| Atlantia S.p.A.                         | ATL.MI              | Roma                              | Fabio Cerchiai (P) Giancarlo Guenzi (DG)                          | Prodotti e servizi industriali                              | 1º giugno 2009            | 18.268                                                                    | 13,54%                      |
| Azimut Holding S.p.A.                   | AZM.MI              | Milano                            | Pietro Giuliani (P) (AD)                                          | Servizi finanziari                                          | 22 marzo 2010             | 3.088                                                                     | 123,15%                     |
| Banca Generali S.p.A.                   | BGN.MI              | Trieste                           | Giancarlo Fancel (P)                                              | Servizi finanziari                                          | 23 dicembre 2019          | 3.380                                                                     | 59,73%                      |
| Banca Mediolanum S.p.A.                 | BMED.MI             | Basiglio (MI)                     | Ennio Doris (P) Massimo Antonio Doris (AD)                        | Servizi finanziari                                          | 23 marzo 2020             | N.D.                                                                      | N.D.                        |
| Banco BPM S.p.A                         | BAMI.MI             | Milano                            | Carlo Fratta Pasini (P) Giuseppe Castagna (AD)                    | Banche                                                      | 2 gennaio 2017            | 3.107                                                                     | 2,05%                       |
| BPER Banca S.p.A.                       | BPE.MI              | Modena                            | Flavia Mazzarella (P) Piero Luigi Montani (AD)                    | Banche                                                      | 5 agosto 2020             | 2.331                                                                     | 36,01%                      |
| Campari-Milano N.V.                     | CPR.MI              | Amsterdam (Paesi Bassi)           | Luca Garavoglia (P)                                               | Alimentari                                                  | 1º giugno 2009            | 9.572                                                                     | 10,45%                      |
| CNH Industrial N.V.                     | CNHI.MI             | Amsterdam (Paesi Bassi)           | Suzanne Heywood (P)                                               | Prodotti e servizi industriali                              | 29 settembre 2013         | 13.491                                                                    | 8,30%                       |
| DiaSorin S.p.A.                         | DIA.MI              | Saluggia (VC)                     | Gustavo Denegri (P) Carlo Rosa (AD)                               | Salute                                                      | 4 dicembre 2018           | 6.617                                                                     | 62,08%                      |
| Enel S.p.A.                             | ENEL.MI             | Roma                              | Maria Patrizia Grieco (P) Francesco Starace (AD)                  | Servizi pubblici                                            | 1º giugno 2009            | 72.654                                                                    | 39,10%                      |
| Eni S.p.A.                              | ENI.MI              | Roma                              | Lucia Calvosa (P) Claudio Descalzi (AD)                           | Petrolio e gas naturale                                     | 1º giugno 2009            | 50.702                                                                    | 0,48%                       |
| Exor N.V.                               | EXO.MI              | Amsterdam (Paesi Bassi)           | John Elkann (P) (AD)                                              | Servizi finanziari                                          | 12 dicembre 2016          | 17.152                                                                    | 47,51%                      |
| Ferrari N.V.                            | RACE.MI             | Amsterdam (Paesi Bassi)           | John Elkann (P) (AD ad interim)                                   | Automobili e componentistica                                | 4 gennaio 2016            | 29.282                                                                    | 49,85%                      |
| FinecoBank S.p.A.                       | FBK.MI              | Milano                            | Alessandro Foti (CEO)                                             | Banche                                                      | 1º aprile 2016            | 6.669                                                                     | 22,12%                      |
| Generali S.p.A.                         | G.MI                | Trieste                           | Gabriele Galateri di Genola (P) (CEO)                             | Assicurazioni                                               | 1º giugno 2009            | 29.516                                                                    | 26,82%                      |
| Hera S.p.A.                             | HER.MI              | Bologna                           | Tomaso Tommasi di Vignano (P) Stefano Venier (AD)                 | Servizi pubblici                                            | 18 marzo 2019             | 6.018                                                                     | 43,49%                      |
| Interpump Group S.p.A.                  | IP.MI               | Sant'Ilario d'Enza (RE)           | Fulvio Montipò (P) (AD)                                           | Prodotti e servizi industriali                              | 22 giugno 2020            |                                                                           |                             |
| Intesa Sanpaolo S.p.A.                  | ISP.MI              | Torino                            | Gian Maria Gros-Pietro (P) Carlo Messina (CD) (CEO)               | Banche                                                      | 1º giugno 2009            | 41.939                                                                    | 23,19%                      |
| Inwit S.p.A.                            | INW.MI              | Milano                            | Piergiorgio Peluso (P) Giovanni Ferigo (AD)                       | Telecomunicazioni                                           | 22 giugno 2020            |                                                                           |                             |
| Italgas S.p.A.                          | IG.MI               | Milano                            | Alberto Dell'Acqua (P) Paolo Gallo (AD)                           | Servizi pubblici                                            | 7 novembre 2016           | 4.582                                                                     | 7,55%                       |
| Iveco Group N.V.                        | IVG.MI              | Amsterdam (Paesi Bassi)           | Suzanne Heywood (P) Gerrit Andreas Marx (AD)                      | Prodotti e servizi industriali                              | 3 gennaio 2022            |                                                                           |                             |
| Leonardo S.p.A.                         | LDO.MI              | Roma                              | Gianni De Gennaro (P) Roberto Cingolani (AD)                      | Prodotti e servizi industriali                              | 1º giugno 2009            | 6.19                                                                      | 36,03%                      |
| Mediobanca S.p.A.                       | MB.MI               | Milano                            | Renato Pagliaro (P) Alberto Nagel (AD)                            | Banche                                                      | 1º giugno 2009            | 8.924                                                                     | 34,36%                      |
| Moncler S.p.A.                          | MONC.MI             | Milano                            | Remo Ruffini (P)                                                  | Moda, prodotti per la casa e per la persona                 | 27 marzo 2014             | 10.503                                                                    | 37,41%                      |
| Nexi S.p.A.                             | NEXI.MI             | Milano                            | Michaela Castelli (P) Paolo Bertoluzzo (AD)                       | Prodotti e servizi industriali                              | 24 giugno 2019            | 7.320                                                                     | 37,56%                      |
| Pirelli & C. S.p.A.                     | PIRC.MI             | Milano                            | Marco Tronchetti Provera (VPE) (AD)                               | Automobili e componentistica                                | 18 dicembre 2017          | 5.198                                                                     | -7,45%                      |
| Poste italiane S.p.A.                   | PST.MI              | Roma                              | Bianca Maria Farina (P) Matteo Del Fante (AD)                     | Assicurazioni                                               | 21 dicembre 2015          | 13.611                                                                    | 45,19%                      |
| Prysmian S.p.A.                         | PRY.MI              | Milano                            | Valerio Battista (CEO)                                            | Prodotti e servizi industriali                              | 1º giugno 2009            | 5.890                                                                     | 23,15%                      |
| Recordati S.p.A.                        | REC.MI              | Milano                            | Flemming Ornskov (P) Alfredo Altavilla (VP) Andrea Recordati (AD) | Salute                                                      | 20 giugno 2016            | 7.984                                                                     | 25,15%                      |
| Saipem S.p.A.                           | SPM.MI              | San Donato Milanese (MI)          | Paolo Andrea Colombo (P) Stefano Cao (AD) (CEO)                   | Petrolio e gas naturale                                     | 1º giugno 2009            | 4.332                                                                     | 32,80%                      |
| Snam S.p.A.                             | SRG.MI              | San Donato Milanese (MI)          | Nicola Bedin (P) Marco Alverà (AD)                                | Servizi pubblici                                            | 1º giugno 2009            | 15.946                                                                    | 18,93%                      |
| Stellantis N.V.                         | STLA.MI             | Amsterdam (Paesi Bassi)           | John Elkann (P) Carlos Tavares (AD)                               | Automobili e componentistica                                | 18 gennaio 2021           |                                                                           |                             |
| STMicroelectronics N.V.                 | STM.MI              | Schiphol, Amsterdam (Paesi Bassi) | Carlo Bozotti (P) (CEO)                                           | Tecnologia                                                  | 1º giugno 2009            | 22.191                                                                    | 97,37%                      |
| Telecom Italia S.p.A.                   | TIT.MI              | Milano                            | Salvatore Rossi (P) Pietro Labriola (AD) (DG)                     | Telecomunicazioni                                           | 1º giugno 2009            | 8.655                                                                     | 13,64%                      |
| Tenaris S.A.                            | TEN.MI              | Lussemburgo (Lussemburgo)         | Paolo Rocca (P) (CEO)                                             | Materie prime                                               | 1º giugno 2009            | 12.030                                                                    | 5,59%                       |
| Terna - Rete Elettrica Nazionale S.p.A. | TRN.MI              | Roma                              | Luigi Ferraris (AD)                                               | Servizi pubblici                                            | 1º giugno 2009            | 12.026                                                                    | 17,48%                      |
| UniCredit S.p.A.                        | UCG.MI              | Milano                            | Pier Carlo Padoan (P) Andrea Orcel (AD)                           | Banche                                                      | 1º giugno 2009            | 30.263                                                                    | 33,24%                      |
| Unipol S.p.A.                           | UNI.MI              | Bologna                           | Pierluigi Stefanini (P) Carlo Cimbri (AD)                         | Assicurazioni                                               | 21 settembre 2015         | 3.857                                                                     | 47,75%                      |

Legenda:
PE=Presidente esecutivo
P=Presidente
PFF=Presidente facente funzioni
PPT=Presidente pro tempore
VPE=Vicepresidente esecutivo
VPV=Vicepresidente vicario
VP=Vicepresidente
AD=Amministratore delegato
CD=Consigliere delegato
CEO=Chief Executive Officer
DG=Direttore generale
DO=Direttore operativo

### Azioni di riserva
- Buzzi Unicem
- Reply
- Erg
- Autogrill

## Storia della composizione del paniere

### Il paniere iniziale al 1º giugno 2009
Delle originarie 40 società che al debutto del 1º giugno 2009 componevano il paniere, 18 indicate con *, (20 con i ritorni di Pirelli & C. e Unipol) hanno mantenuto ininterrottamente la presenza, modificando in alcuni casi, la propria denominazione sociale; quelle invece contrassegnate da ° sono attualmente presenti nell'indice FTSE Italia Mid Cap.
Eccole:
| Società                                    | Variazioni | Indice/Mercato attuale |
| ------------------------------------------ | --- | --- |
| * A2A S.p.A.                               | | FTSE MIB |
| Alleanza Assicurazioni S.p.A.              | | (revocata nel 2009 dopo l'incorporazione di Generali e la successiva fusione con Toro Assicurazioni che diede vita ad Alleanza Toro)                                                                         |
| Ansaldo STS S.p.A                          | | (revocata dopo l'OPA di Hitachi)) |
| * Atlantia S.p.A.                          | | FTSE MIB |
| ° Autogrill S.p.A.                         | | FTSE Italia Mid Cap |
| ° Banca Monte dei Paschi di Siena S.p.A.   | (esce dall'indice FTSE MIB nel 2017 per il protrarsi della sospensione stabilita dalla CONSOB in seguito alla richiesta dell'intervento dello Stato) | FTSE Italia Mid Cap |
| Banca Popolare di Milano S.c.r.l.          | | (fusa nel 2017 con Banco Popolare dando vita al Banco BPM che è presente nel FTSE MIB) |
| Banco Popolare Società Cooperativa         | | (fusa nel 2017 con Banca Popolare di Milano dando vita al Banco BPM che è presente nel FTSE MIB) |
| Bulgari S.p.A.                             | | (revocata nel 2011 dopo l'OPA di LVMH) |
| ° Buzzi Unicem S.p.A.                      | | FTSE Italia Mid Cap |
| * Campari-Milano S.p.A.                    | | FTSE MIB |
| CIR - Compagnie Industriali Riunite S.p.A. | | MTA |
| * ENEL S.p.A.                              | | FTSE MIB |
| * ENI S.p.A.                               | | FTSE MIB |
| FIAT S.p.A.                                | | (dopo l'acquisizione di Chrysler, si fonde nel 2014 in Fiat Investments N.V. e viene ridenominata Fiat Chrysler Automobiles N.V. che nel 2021 si fonde con PSA diventando Stellantis, presente nel FTSE MIB) |
| * Finmeccanica S.p.A.                      | (ridenominata nel 2017 Leonardo S.p.A.) | FTSE MIB |
| Fondiaria-SAI S.p.A.                       | | (incorporante di Milano Assicurazioni, Unipol Assicurazioni e Premafin e ridenominata UnipolSai °) |
| * Generali S.p.A.                          | | FTSE MIB |
| ° Geox S.p.A.                              | | FTSE Italia Mid Cap |
| Impregilo S.p.A.                           | | (esce dall'indice FTSE MIB nel 2013 dopo l'OPA di Salini con cui successivamente si fonde diventando Salini Impregilo, ridenominata nel 2020 Webuild °)                                                      |
| * Intesa Sanpaolo S.p.A.                   | | FTSE MIB |
| Italcementi S.p.A.                         | | (revocata nel 2016 dopo l'OPA di HeidelbergCement France del gruppo HeidelbergCement AG) |
| Lottomatica S.p.A.                         | (ridenominata nel 2013 GTECH S.p.A.) | (revocata nel 2015 dopo essere diventata International Game Technology PLC, rimanendo quotata solo al NYSE)                                                                                                  |
| Luxottica S.p.A.                           | | (revocata nel 2018 dopo l'OPS di ExilorLuxottica) |
| ° Mediaset S.p.A.                          | | FTSE Italia Mid Cap |
| * Mediobanca S.p.A.                        | | FTSE MIB |
| Mediolanum S.p.A.                          | | (si fonde nel 2015 in Banca Mediolanum che esce dal FTSE MIB nel 2017, vi rientra nel 2018 per 7 mesi e vi ritorna nuovamente nel 2020)                                                                      |
| Mondadori Editore S.p.A.                   | | FTSE Italia Small Cap |
| Parmalat S.p.A.                            | | (revocata nel 2019 dopo l'OPA di Lactalis) |
| Pirelli & C. S.p.A.                        | (revocata nel 2015 dopo l'OPA di Marco Polo Industrial Holding S.p.A., controllata da ChemChina; nel 2017 è ritornata in Borsa e nell'indice)        | FTSE MIB |
| * Prysmian S.p.A.                          | | FTSE MIB |
| * Saipem S.p.A.                            | | FTSE MIB |
| * Snam Rete Gas S.p.A.                     | (ridenominata nel 2012 Snam S.p.A.) | FTSE MIB |
| * STMicroelectronics N.V.                  | | FTSE MIB |
| * Telecom Italia S.p.A.                    | | FTSE MIB |
| * Tenaris S.A.                             | | FTSE MIB |
| * Terna - Rete Elettrica Nazionale S.p.A.  | | FTSE MIB |
| * UniCredit S.p.A.                         | | FTSE MIB |
| UBI Banca S.p.A.                           | | (revocata nel 2020 dopo l'OPAS di Intesa Sanpaolo) |
| Unipol Gruppo Finanziario S.p.A.           | (esce dal FTSE MIB nel 2010 per ritornarvi nel 2015) (nel 2016 è ridenominata Unipol S.p.A.)                                                         | FTSE MIB |

### Le revisioni del paniere
Ecco tutte le 44 revisioni, di cui 20 ordinarie e 24 straordinarie del paniere, che ne hanno profondamente modificato la sua composizione iniziale:
| Data       | Società escluse                     | Società ammesse                                                       | Motivo della revisione |
| ---------- | ----------------------------------- | --------------------------------------------------------------------- | --- |
| 1.10.2009  | Alleanza Assicurazioni              | Exor                                                                  | Alleanza Assicurazioni revocata dal listino dopo l'incorporazione di Generali e la successiva fusione con Toro Assicurazioni che diede vita ad Alleanza Toro |
| 22.3.2010  | Mondadori Editore                   | Azimut Holding #                                                      | Revisione ordinaria trimestrale |
| 20.12.2010 | CIR - Compagnie Industriali Riunite | DiaSorin                                                              | Revisione ordinaria trimestrale |
| 20.12.2010 | Geox                                | Enel Green Power                                                      | Revisione ordinaria trimestrale |
| 20.12.2010 | Unipol Gruppo Finanziario           | Tod's                                                                 | Revisione ordinaria trimestrale |
| 3.1.2011   | Italcementi                         | Fiat Industrial                                                       | Spin off di Fiat delle attività relative ai veicoli industriali, per l'edilizia e per l'agricoltura e dei motori marini da cui nasce Fiat Industrial. Esce Italcementi che aveva il peso minore del paniere.                                                             |
| 19.9.2011  | Ansaldo STS                         | Banca Popolare dell'Emilia-Romagna (ridenominata nel 2016 BPER Banca) | Revisione ordinaria trimestrale |
| 28.9.2011  | Bulgari                             | Ansaldo STS                                                           | Bulgari revocata dopo il successo dell'OPA lanciata da LVMH |
| 19.12.2011 | Fondiaria Sai                       | Salvatore Ferragamo                                                   | Revisione ordinaria trimestrale |
| 17.4.2013  | Impregilo                           | Fondiaria Sai                                                         | Impregilo esce dall'indice, per il flottante inferiore al 10% dopo l'OPA di Salini con cui successivamente si fonde, diventando Salini Impregilo, ridenominata nel 2020 Webuild                                                                                          |
| 29.9.2013  | Fiat Industrial                     | CNH Industrial N.V. #                                                 | Fusione tra CNH Global N.V. e Fiat Industrial da cui nasce CNH Industrial N.V. |
| 1.10.2013  |                                     | World Duty Free                                                       | Spin off di Autogrill delle attività travel retail & duty free. Per la prima volta, nella sua storia, l'indice comprende 41 società |
| 23.12.2013 | DiaSorin                            | YOOX GROUP                                                            | Revisione ordinaria trimestrale. Il paniere torna con 40 società |
| 23.12.2013 | Parmalat                            | YOOX GROUP                                                            | Revisione ordinaria trimestrale. Il paniere torna con 40 società |
| 6.1.2014   | Fondiaria Sai                       | UnipolSai                                                             | Fondiaria Sai incorpora Milano Assicurazioni, Unipol Assicurazioni e Premafin e viene ridenominata UnipolSai |
| 24.3.2014  | Ansaldo STS                         | Moncler #                                                             | Revisione ordinaria trimestrale |
| 12.10.2014 | FIAT                                | Fiat Chrysler Automobiles N.V.                                        | FIAT si fonde in Fiat Investments N.V. che viene ridenominata Fiat Chrysler Automobiles N.V. |
| 7.4.2015   | GTECH                               | Ansaldo STS                                                           | GTECH (dal 2013 nuova denominazione di Lottomatica) viene revocata dopo essersi fusa con IGT Inc. ed aver assunto la denominazione International Game Technology, PLC |
| 21.9.2015  | Autogrill                           | Unipol Gruppo Finanziario (ridenoninata nel 2016 Unipol #)            | Revisione ordinaria trimestrale |
| 5.10.2015  | YOOX GROUP                          | Yoox Net-A-Porter Group                                               | YOOX GROUP si fonde con THE NET-A-PORTER GROUP diventando Yoox Net-A-Porter Group |
| 15.10.2015 | World Duty Free                     | Italcementi                                                           | World Duty Free revocata dopo l'OPA di Dufry Financial Services BV, del gruppo Dufry AG |
| 2.11.2015  | Pirelli & C.                        | Anima Holding                                                         | Pirelli & C. revocata dopo l'OPA di Marco Polo Industrial Holding S.p.A., controllata da ChemChina |
| 21.12.2015 | Ansaldo STS                         | Poste Italiane #                                                      | Revisione ordinaria trimestrale |
| 30.12.2015 | Mediolanum                          | Banca Mediolanum                                                      | Mediolanum si fonde in Banca Mediolanum |
| 4.1.2016   |                                     | Ferrari N.V. #                                                        | Spin off da FCA. Per la 2ª volta il listino comprende 41 società |
| 21.3.2016  | Tod's                               |                                                                       | Revisione ordinaria trimestrale. Il paniere torna con 40 società |
| 1.4.2016   | Enel Green Power                    | FinecoBank #                                                          | Enel Green Power revocata dopo la scissione parziale non proporzionale in Enel |
| 20.6.2016  | Anima Holding                       | Recordati #                                                           | Revisione ordinaria trimestrale |
| 7.10.2016  | Italcementi                         | Brembo                                                                | Italcementi revocata dopo l'OPA di HeidelbergCement France del gruppo HeidelbergCement AG |
| 7.11.2016  |                                     | Italgas #                                                             | Scissione parziale proporzionale di Snam della partecipazione detenuta in Italgas Reti. Per la 3ª volta il listino comprende 41 società |
| 12.12.2016 | Exor                                | Exor N.V. #                                                           | Exor si fonde con Exor Holding N.V. ridenominata Exor N.V. |
| 19.12.2016 | Brembo                              |                                                                       | Revisione ordinaria trimestrale. Il paniere torna con 40 società |
| 2.1.2017   | Banca Popolare di Milano            | Banco BPM #                                                           | Banca Popolare di Milano e Banco Popolare si fondono dando vita al Banco BPM |
| 2.1.2017   | Banco Popolare                      | Brembo                                                                | Banca Popolare di Milano e Banco Popolare si fondono dando vita al Banco BPM |
| 20.3.2017  | Banca Monte dei Paschi di Siena     | Banca Generali                                                        | Revisione ordinaria trimestrale: MPS esce dall'indice per il protrarsi della sospensione decisa il 22/12/2016 |
| 18.12.2017 | Banca Mediolanum                    | Pirelli & C. #                                                        | Revisione ordinaria trimestrale |
| 15.5.2018  | Yoox Net-A-Porter Group             | Banca Mediolanum                                                      | Yoox Net-A-Porter Group esce dall'índice essendo rimasta con un flottante inferiore al 10%, al termine dell'OPA di Compagnie financière Richemont che ha raggiunto il 94,999% del capitale sociale                                                                       |
| 4.12.2018  | Luxottica                           | DiaSorin #                                                            | Luxottica esce dall'indice essendo rimasta con un flottante inferiore al 10%, al termine dell'OPS di EssilorLuxottica che ha raggiunto il 97,542% del capitale sociale                                                                                                   |
| 27.12.2018 | Banca Mediolanum                    | Amplifon #                                                            | Revisione ordinaria trimestrale |
| 27.12.2018 | Mediaset                            | Juventus Football Club                                                | Revisione ordinaria trimestrale |
| 18.3.2019  | Brembo                              | Hera #                                                                | Revisione ordinaria trimestrale |
| 24.6.2019  | Banca Generali                      | Nexi #                                                                | Revisione ordinaria trimestrale |
| 23.12.2019 | UnipolSai                           | Banca Generali #                                                      | Revisione ordinaria trimestrale |
| 23.3.2020  | Juventus Football Club              | Banca Mediolanum #                                                    | Revisione ordinaria trimestrale |
| 22.6.2020  | BPER Banca                          | Interpump Group #                                                     | Revisione ordinaria trimestrale |
| 22.6.2020  | Salvatore Ferragamo                 | Inwit #                                                               | Revisione ordinaria trimestrale |
| 5.8.2020   | UBI Banca                           | BPER Banca #                                                          | UBI Banca esce dall'indice, dove era presente ininterrottamente sin dalla nascita dello stesso, avvenuta il 1º giugno 2009, essendo rimasta con un flottante inferiore al 10%, al termine dell'OPAS di Intesa Sanpaolo che ha raggiunto il 91,0149% del capitale sociale |
| 18.1.2021  | Fiat Chrysler Automobiles N.V.      | Stellantis N.V. #                                                     | Gruppo PSA e FCA si fondono dando vita a Stellantis N.V. |
| 3.1.2022   |                                     | Iveco Group N.V. #                                                    | Spin off da CNH Industrial. Per la 4ª volta il listino comprende 41 società |
| 21.3.2022  | Buzzi Unicem                        |                                                                       | Revisione ordinaria trimestrale. Il paniere torna con 40 società. Buzzi Unicem esce dall'indice, dove era presente ininterrottamente sin dalla nascita dello stesso, il 1º giugno 2009.                                                                                  |

In grassetto e con # sono indicate le 23 società componenti dell'attuale paniere che vi sono entrate o rientrate dopo la sua nascita.